# Do You Know (album de Michelle Williams)
Albums de Michelle Williams
Heart to Yours
(2002) Unexpected
(2008)
Singles
1. Do You Know
Sortie : 2004
2. It's Good To Be Here
Sortie : 2005

Do You Know est le second album de la chanteuse américaine Michelle Williams, sorti le 5 novembre 2003 chez Sancutary/Columbia Records. Il prend la deuxième place du classement Billboard Gospel et donne naissance à un single du même nom. L'album est ressorti le 24 janvier 2004, incluant deux nouvelles pistes. L'album s'est vendu à plus de 78 000 exemplaires aux États-Unis.

## Liste des pistes
| No  | Titre                               | Auteur                                                        | Producteur(s)                                   | Durée |
| --- | ----------------------------------- | ------------------------------------------------------------- | ----------------------------------------------- | ----- |
| 1.  | Purpose in Your Storm               | Michelle Williams, Tommy Sims                                 | Tommy Sims                                      | 4:21  |
| 2.  | Never Be the Same                   | Tommy Sims                                                    | Tommy Sims                                      | 5:38  |
| 3.  | Love Thang (avec Dawkins & Dawkins) | Eric Dawkins, Anson Dawkins                                   | Eric Dawkins, Anson Dawkins                     | 4:38  |
| 4.  | Do You Know                         | Michelle Williams, Erron Williams, Eric Pullins               | Erron Williams                                  | 4:28  |
| 5.  | The Incident                        | Tommy Sims                                                    | Tommy Sims                                      | 3:13  |
| 6.  | My Only Love Is You                 | J. Brown, St. C. Pickney, L. McGee, K. Brown, T. Weatherspoon | Erron Williams, Loren McGee et Tim Weatherspoon | 3:48  |
| 7.  | 15 Minutes                          | Michelle Williams, Tommy Sims                                 | Tommy Sims                                      | 4:42  |
| 8.  | No One Like You                     | Eric Pullins, Erron Williams, Michelle Williams               | Erron Williams et Eric Pullins                  | 3:35  |
| 9.  | The Way of Love                     | Paul Allen, J. Moss                                           | PAJAM                                           | 3:42  |
| 10. | Rescue My Heart                     | Angie Winans, Cedric Caldwell, Victor Caldwell                | Cedric Caldwell et Victor Caldwell              | 5:03  |
| 11. | Didn't Know                         | Michelle Williams, Loren McGee, K. Brown, Tim Weatherspoon    | Erron Williams, Loren McGee et Tim Weatherspoon | 3:48  |
| 12. | The Movement                        | Solange Knowles, Troy Johnson                                 | Solange Knowles, Troy Johnson                   | 3:04  |
| 13. | Have You Ever                       | M. Bell-Byars, Angie Winans, Cedric Caldwell, Victor Caldwell | Cedric Caldwell & Victor Caldwell               | 4:55  |
| 14. | I Know (Destiny's Child)            | Beyoncé Knowles, L. Owens, K. Mack, J. Black, C. Ellis        | Beyoncé Knowles et Soul Diggaz                  | 3:32  |

### Édition ressortie
Cette version inclut It's Good to Be Here et Amazing Love qui remplace Rescue My Heart et I Know.
| No  | Titre                                | Auteur                                                        | Producteur(s)                                   | Durée |
| --- | ------------------------------------ | ------------------------------------------------------------- | ----------------------------------------------- | ----- |
| 1.  | It's Good To Be Here                 |                                                               |                                                 | 4:05  |
| 2.  | Purpose in Your Storm                | Michelle Williams, Tommy Sims                                 | Tommy Sims                                      | 4:21  |
| 3.  | Never Be the Same                    | Tommy Sims                                                    | Tommy Sims                                      | 5:38  |
| 4.  | Love Thang (avec Dawkins et Dawkins) | Eric Dawkins, Anson Dawkins                                   | Eric Dawkins, Anson Dawkins                     | 4:38  |
| 5.  | Do You Know                          | Michelle Williams, Erron Williams, Eric Pullins               | Erron Williams                                  | 4:28  |
| 6.  | The Incident                         | Tommy Sims                                                    | Tommy Sims                                      | 3:13  |
| 7.  | My Only Love Is You                  | J. Brown, St. C. Pickney, L. McGee, K. Brown, T. Weatherspoon | Erron Williams, Loren McGee et Tim Weatherspoon | 3:48  |
| 8.  | 15 Minutes                           | Michelle Williams, Tommy Sims                                 | Tommy Sims                                      | 4:42  |
| 9.  | No One Like You                      | Eric Pullins, Erron Williams, Michelle Williams               | Erron Williams et Eric Pullins                  | 3:35  |
| 10. | The Way of Love                      | Paul Allen, J. Moss                                           | PAJAM                                           | 3:42  |
| 11. | Amazing Love                         |                                                               |                                                 | 4:59  |
| 12. | Didn't Know                          | Michelle Williams, Loren McGee, K. Brown, Tim Weatherspoon    | Erron Williams, Loren McGee et Tim Weatherspoon | 3:48  |
| 13. | The Movement                         | Solange Knowles, Troy Johnson                                 | Solange Knowles, Troy Johnson                   | 3:04  |
| 14. | Have You Ever                        | M. Bell-Byars, Angie Winans, Cedric Caldwell, Victor Caldwell | Cedric Caldwell et Victor Caldwell              | 4:55  |

## Personnel
- Tim Akers : chef d'orchestre
- Lloyd Barry : trompette
- Karees Brown : Chant, auteur, production vocale, arrangement
- Rodney East : Orgue, clavier
- Barry Green : trombone, cor
- Mike Haynes : bugle, cor
- Jim Horn : saxophone
- Paul Jackson Jr. : guitare
- Ken Lewis : percussion
- Steve Patrick : cor
- Lynn Piethman : violoncelle
- Derrick Ray : basse
- Michael Ripoll : guitare
- Tony Russell : basse
- Andy Selby : batteries, clavier
- Michael Weatherspoon : batterie
- Al Willis : guitare
- Curtis Zachary : batteries

## Production
- Producteur exécutif : Mathew Knowles
- Producteur : Paul "PDA" Allen, Cedric Caldwell, Victor Caldwell, Anson Dawkins, Eric Dawkins, Troy Johnson, Solange Knowles, Loren McGee, PAJAM, Eric Pullins, Tommy Sims, Tim Weatherspoon, Erron Williams
- Production vocale : Karees Brown, Jesse Campbell, Anson Dawkins, Eric Dawkins, Steve Goldsmith, Tommy Sims, Angie Winans, Michelle Williams
- Assistance vocale : Karees Brown, Margaret Bell-Byars, Jesse Campbell, DeBette Draper, Felicia East, Erika Jerry, J. Moss, Tommy Sims, Angie Winans, Carvin Winans, Juan Winans, Jerard Woods
- Ingénieurs : Ernie Allen, Ced C, Jim Caruana, Steve Goldsmith, Danny Leake, Joey Fernandez, Rommel Villanueava
- Assistants ingénieurs : Ternae Jordan Jr., Dwight Levens
- Mixage : Danny Leake, Ced C, Joey Fernandez, Dabling Harward, Todd Kozey, Bryan Lenox, Dave Pensado, Tony Shepperd, Larry Sturm
- Mastering : Tom Coyne
- A&R : Kim Burse, Huy Nguyen, Theresa LaBarbera Whites
- Direction artistique : Ian Cuttler, Ellen To
- Photographie : Christopher Kolk

## Historique des sorties
| Pays       | Date            |
| ---------- | --------------- |
| Japon      | 5 novembre 2003 |
| États-Unis | 24 janvier 2004 |

## Classements
| Année | Classement                   | Position | Certification/ventes |
| ----- | ---------------------------- | -------- | -------------------- |
| 2004  | Billboard 200                | 120      | 78 000               |
| 2004  | Billboard R&B/Hip-Hop Albums | 28       | 78 000               |
| 2004  | Billboard Gospel Albums      | 2        | 78 000               |
| 2004  | Billboard Christian Albums   | 3        | 78 000               |